# Саліццоле
Саліццоле (італ. Salizzole, вен. Sałizołe) — муніципалітет в Італії, у регіоні Венето,  провінція Верона.
Саліццоле розташоване на відстані близько 390 км на північ від Рима, 100 км на захід від Венеції, 23 км на південь від Верони.
Населення — 3762 особи (2014).
Щорічний фестиваль відбувається 11 листопада. Покровитель — святий Мартин.

## Демографія
Населення за роками:

Станом на 1 січня 2023 року в муніципалітеті офіційно проживало 366 іноземців з 31 країни, серед них 155 громадян країн Євросоюзу та 2 громадяни України.

## Сусідні муніципалітети
- Боволоне
- Конкамаризе
- Ізола-делла-Скала
- Ногара
- Сангуїнетто